# Ашуг Муса
Ашуг Муса (азерб. Aşıq Musa) (около 1795, село Каракоюнлу, Эриванское ханство — 1840, там же) — азербайджанский ашуг. 
О жизни и творчестве ашуга данных мало. В таких своих стихотворениях, как «Струнный саз», «Муллы» и другие, он разоблачает священнослужителей. Известны лирические стихи Ашуга Мусы («Смеясь», «Прекрасная», «Сейчас», «А куропатка», «Нельзя» и др). Произведения ашуга были изданы в книге «Мастера струнного саза» в 1964 году в Баку.